# Strongyliceps
Strongyliceps Fage, 1936 è un genere di ragni appartenente alla famiglia Linyphiidae.

## Distribuzione
Le due specie oggi attribuite a questo genere sono state rinvenute in Kenya ed in Uganda.

## Tassonomia
A giugno 2012, si compone di due specie:
- Strongyliceps alluaudi Fage, 1936[3] - Kenya
- Strongyliceps anderseni Holm, 1962 - Kenya, Uganda